# روبرت جونسون (لاعب كرة قدم أمريكية)
روبرت جونسون (بالإنجليزية: Robert Johnson)‏ هو لاعب كرة قدم أمريكية أمريكي، ولد في 20 يونيو 1982 في أميريكوس في الولايات المتحدة.

## روابط خارجية
- روبرت جونسون على موقع كلية كرة القدم في سبورتس رفرنس.كوم (الإنجليزية)